# Leptocolea tonkinensis
Leptocolea tonkinensis là một loài Rêu trong họ Lejeuneaceae. Loài này được (Stephani) Stephani mô tả khoa học đầu tiên.